# Dolets
Dolets (bulgariska: Долец) är ett distrikt i Bulgarien.   Det ligger i kommunen Obsjtina Dulovo och regionen Silistra, i den nordöstra delen av landet, 300 km öster om huvudstaden Sofia.
Omgivningarna runt Dolets är en mosaik av jordbruksmark och naturlig växtlighet. Runt Dolets är det ganska glesbefolkat, med 45 invånare per kvadratkilometer.